# فانيسا ديفيس
فانيسا ديفيس (بالإنجليزية: Vanessa Davis)‏ (14 أكتوبر 1978، ويست بالم بيتش في الولايات المتحدة)؛ مؤلفة، رسامة كارتون وروائية أمريكية.